# 源師賢
源 師賢（みなもと の もろかた）は、平安時代中期から後期にかけての貴族・歌人。宇多源氏、参議・源資通の長男。官位は正四位下・左中弁。

## 経歴
叙爵後、少納言を経て康平6年（1063年）に後冷泉天皇の五位蔵人に補任される（当時の位階は正五位下）。同年12月には右少弁に任ぜられ、以後弁官を歴任する。治暦4年（1068年）4月に後冷泉天皇が崩御して後三条天皇が即位するが、引き続き五位蔵人に補せられ、同年12月には左少弁に昇任した。
白河朝でも、承保2年（1075年）従四位下・権右中弁、承保3年（1076年）従四位上、承保4年（1077年）正四位下・権左中弁、承暦4年（1080年）左中弁と弁官を務めながら昇進を重ねる。
同年末には蔵人頭に任ぜられるが、約7ヶ月後の永保元年（1081年）7月2日卒去。享年47。最終官位は蔵人頭左中弁正四位下兼木工頭修理右宮城使。

## 人物
弟・政長と共に宇多源氏の家業である管弦の道を継いで、和琴の名手として知られた。また、歌人として名を挙げ、『後拾遺和歌集』以下の勅撰和歌集に16首が入る。

## 官歴
『弁官補任』および『蔵人補任』による。
- 時期不明：正五位下・少納言
- 康平6年（1063年） 4月17日：五位蔵人。12月8日：右少弁
- 治暦4年（1068年） 4月19日：五位蔵人。12月17日：左少弁、兼木工頭
- 延久3年（1071年） 4月26日：兼斎院長官
- 延久4年（1072年） 4月：辞斎院長官
- 延久6年（1074年） 正月28日：兼安芸権介
- 承保2年（1075年） 6月13日：権右中弁。12月15日：従四位下（造宮賞）
- 承保3年（1076年） 正月22日：従四位上（先朝行幸平野行事賞）
- 承保4年（1077年） 正月6日：正四位下（平野行事賞）。10月3日：権左中弁
- 承暦4年（1080年） 8月22日：左中弁。12月6日：蔵人頭
- 承暦5年（1081年） 正月22日：修理右宮城使。7月2日：卒去（蔵人頭左中弁正四位下兼木工頭修理右宮城使）

## 系譜
- 父：源資通
- 母：源頼光の娘
- 妻：不詳
- 生母不明の子女
  - 男子：寛助（1057-1125）
  - 女子：藤原師実室（?-1114）[3]